# Geoffrey FitzClarence (3e comte de Munster)
Geoffrey George Gordon FitzClarence, 3e comte de Munster, (18 juillet 1859-2 février 1902), connu comme Lord Tewkesbury est un pair britannique, et l'arrière-petit-fils du roi Guillaume IV par sa maîtresse Dorothea Jordan.

## Famille
Né Geoffrey George Gordon FitzClarence, il est le fils de William FitzClarence (2e comte de Munster) (19 mai 1824 - 30 avril 1901) et Wilhelmina Kennedy-Erskine (27 juin 1830 - 9 octobre 1906). Ses parents sont cousins germains, faisant ainsi de Geoffrey un arrière-petit-fils de Guillaume IV à deux reprises. Son grand-père du côté paternel est George FitzClarence (1er comte de Munster) et sa grand-mère du côté maternel est Augusta FitzClarence, qui sont frère et sœur.
Geoffrey est le troisième fils de neuf enfants. Ses frères aînés, Edward et Lionel, sont tous les deux morts avant d'atteindre leur majorité. Edward est mort à l'âge de 14 ans, Lionel en bas âge.

## Carrière militaire
Il est nommé dans l'armée britannique en tant que subalterne du 2e bataillon King's Royal Rifle Corps (alors 60th Rifles). Il sert dans la Seconde guerre anglo-afghane en 1879-1880 à l'âge de 19 ans, est présent à l'engagement à Ahmed Kheyl et Uraco, près de Ghaznee, et accompagne Frederick Roberts dans la marche vers Kandahar, et est présent à la bataille de ce nom. Il participe avec le troisième bataillon de son régiment à la première guerre des Boers en 1881. Il devient capitaine en 1888 et démissionne des Forces régulières en 1895.
Après sa retraite, il rejoint le 3e bataillon de milice du Royal Scots en tant que capitaine le 25 mars 1896 et, après quelques années de service à la tête d'une compagnie, est promu au grade honoraire de major. Le bataillon est envoyé en décembre 1899 pour servir dans la seconde guerre des Boers, et au début de mars 1900, il quitte Queenstown sur le SS Oriental pour l'Afrique du Sud . Lord Tewkesbury est mentionné dans les dépêches et reçoit l'Ordre du Service distingué (DSO) pour son service.
C'est lors de son dernier engagement militaire en Afrique du Sud que Lord Tewkesbury apprend la mort de son père. Il n'est jamais retourné au Royaume-Uni, mourant en Afrique du Sud à l'âge de 42 ans d'un accident à Lace Mines, neuf mois seulement après être devenu 3e comte de Munster. Il n'est pas marié et n'a pas d'enfants. Le comté et les autres titres sont donc passés à son frère Aubrey FitzClarence (4e comte de Munster).